# Machairophora fulvipuncta
Machairophora fulvipuncta är en fjärilsart som beskrevs av George Francis Hampson 1893. Machairophora fulvipuncta ingår i släktet Machairophora och familjen björnspinnare. Inga underarter finns listade i Catalogue of Life.